# Sphaerosoma basicolle
Sphaerosoma basicolle is een keversoort uit de familie Alexiidae. De wetenschappelijke naam van de soort werd in 1893 gepubliceerd door Léon Marc Herminie Fairmaire.